# IJslands Fallusmuseum

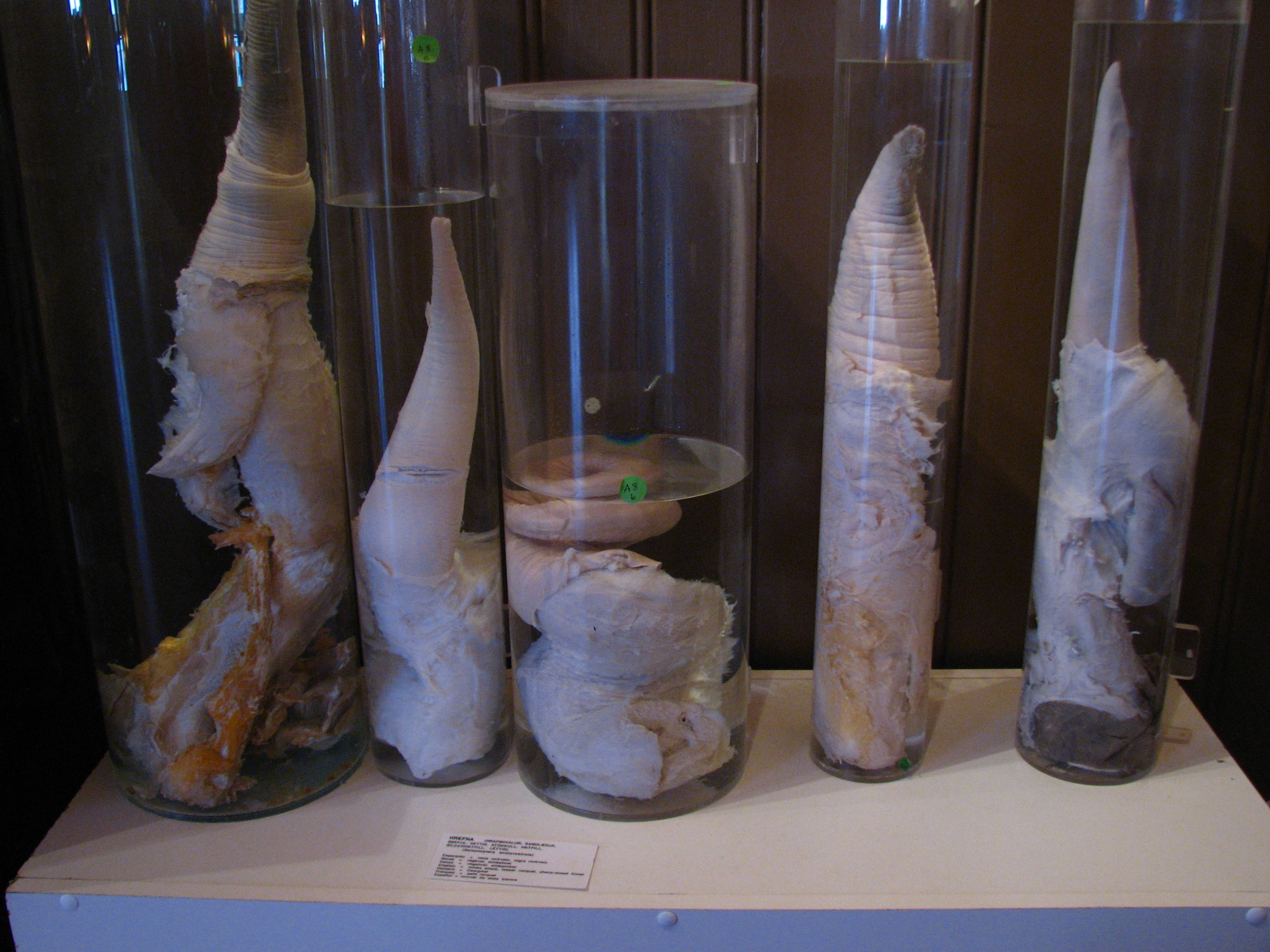
Penissen van dwergvinvissen tentoongesteld in het museum

The Icelandic Phallological Museum's sign

Het IJslands Fallusmuseum (IJslands: Hið Íslenzka Reðasafn), in Reykjavik, IJsland, stelt 's werelds grootste verzameling penissen tentoon. De collectie bestaat uit 280 specimens van 93 diersoorten, waaronder 55 penissen van walvissen, 36 van zeehonden en 118 van landzoogdieren. Het museum verwierf zijn eerste menselijke penis in juli 2011, een van de vier toegezegd door donoren. Het museum zet haar zoektocht naar "een jongere, grotere en betere" voort.
Het museum is opgericht in 1997 door Sigurður Hjartarson, een gepensioneerd leraar. Het wordt beheerd door zijn zoon Hjörtur Gísli Sigurðsson. Sigurðurs interesse in penissen begon tijdens zijn jeugd toen hij een zweep gemaakt van een stierenpenis ontving. Zijn verzameling loopt uiteen van een 170 cm lange doorsnede van een penis van een blauwe vinvis tot het penisbot van een hamster, dat 2 mm lang is en slechts bekeken kan worden met een vergrootglas. Het museum beweert dat zijn collectie ook de penissen van elfen en trollen omvat, maar dat ze, zoals de IJslandse volksverhalen vertellen, onzichtbaar zijn. De collectie omvat ook falluskunst en -voorwerpen, zoals lampenkappen gemaakt van het scrotum van stieren.
Het museum is een populaire toeristenattractie geworden, met duizenden bezoekers per jaar, voornamelijk vrouwen. Het museum is het onderwerp van de Canadese documentaire The Final Member, die verslag doet van de zoektocht van het museum naar een menselijke penis.